# Sambigede (Sumber Pucung)
Sambigede is een bestuurslaag in het regentschap Malang van de provincie Oost-Java, Indonesië. Sambigede telt 5049 inwoners (volkstelling 2010).